# Francisco Mosquera
Francisco Antonio Mosquera Valencia (* 1. April 1992 in Apartadó, Kolumbien) ist ein kolumbianischer Gewichtheber.

## Karriere
Francisco Mosquera, der vor seiner Gewichtheber-Karriere Fußball spielte, trat bis 2011 in der Gewichtsklasse bis 56 kg Körpergewicht an, danach bis 2017 in der Klasse bis 62 kg. Seit 2018 wechselt er zwischen den Klassen bis 61 kg und bis 67 kg.
Mosquera nahm bereits in seiner Jugend erfolgreich an internationalen Gewichtheber-Wettkämpfen teil und gewann 2010 Bronze bei den Panamerikanischen Juniorenmeisterschaften sowie 2012 Bronze bei den Juniorenweltmeisterschaften und Gold bei den Panamerikanischen Juniorenmeisterschaften.
Seinen ersten internationalen Wettkampf im Seniorenbereich bestritt Mosquera bei den Panamerikanischen Spielen 2011, wo er in der Gewichtsklasse bis 56 kg den vierten Rang belegte. Bei den Spielen 2015 gewann er Silber und 2019 in Lima dann Gold in der Gewichtsklasse bis 61 kg.
2013, 2014, 2016, 2020 und 2021 wurde er Panamerikanischer Meister sowie 2013, 2016 und 2017 Südamerikameister.
Bei den Weltmeisterschaften trat Mosquera erstmals 2014 an, bei denen er auf dem vierten Rang landete. 2015 holte er Silber, 2017 Gold in der Klasse bis 62 kg, 2019 Bronze und 2021 erneut Silber.